# إيه إس كي ريغا
إيه إس كي ريغا (باللاتفية: Rīgas ASK)‏ كان فريق كرة سلة لاتفي للمحترفين تأسس في سنة 1929 يقع مقره في ريغا. كان يلعب في دوري لاتفيا لكرة السلة ودوري البلطيق لكرة السلة. تم حل الفريق في سنة 2009 من أبرز لاعبيه السابقين برونو شوندوف وأيه جاي برامليت.

## الإنجازات

### المحلية
الدوري السوفيتي الممتاز لكرة السلة
- الفوز (3): 1954-55، 1956–57، 1957–58

دوري لاتفيا لكرة السلة
- الفوز (1): 2006-07

### الأوروبية
الدوري الأوروبي لكرة السلة
- الفوز (3): 1958–59، 1959–60
- الوصافة (1): 1960–61

## وصلات خارجية
- الموقع الرسمي

قالب:دوري اتحاد في تي بي